# Dicranoweisia brunnea
Dicranoweisia brunnea är en bladmossart som beskrevs av Theodor Carl Karl Julius Herzog 1916. Dicranoweisia brunnea ingår i släktet snurrmossor, och familjen Dicranaceae. Inga underarter finns listade i Catalogue of Life.